# Tuapoka
Tuapoka is een geslacht van spinnen uit de  familie van de Agelenidae (trechterspinnen).

## Soorten
- Tuapoka cavata Forster & Wilton, 1973
- Tuapoka ovalis Forster & Wilton, 1973